# جامعة فيغو
جامعة فيغو (بالغاليسية: Universidade de Vigo)‏ هي جامعة حكومية تقع في مدينة فيغو، جليقية (منطقة) في إسبانيا. يقسم الحرم الجامعي التابع لجامعة فيغو إلى:
- حرم فيغو في لاغواس-ماركوسندي، يقع بين بلدات فيغو وموس (بونتيفيدرا)، يبعد 15 كيلو متر عن مركز المدينة. ويعرف أيضاً بـ CUVI (مدينة فيغو الجامعية، جامعة مدينة فيغو)؛
- حرم بونتيفيدرا في آ خونكيرا، بونتيفيدرا, وفي وسط المدينة؛
- حرم أورنسي في آس لاغواس، أورينسي.

تعتبر جامعة فيغو أكثر جامعات منطقة جليقية في التخصصات التقنية، فهي تمنح شهادات في الهندسة تتضمن هندسة الاتصالات، هندسة التعدين، هندسة الغابات، علم الحاسوب، الهندسة الصناعية.

## تاريخياً
أنشأت أول جامعة في غاليسيا وهي جامعة سانتياغو دي كومبوستيلا عام 1495. وبقيت الجامعة الوحيدة في غاليسيا حتى أوائل الثمانينيات، عندما أنشئ حرمان جامعيان تابعان لها في كلٍ من لا كورونيا وفيغو.
قبل ذلك، كانت المؤسسة الأخرى الوحيدة في غاليسيا التي لديها سلطة منح الدرجات العلمية هي كلية المهندسين البحريين والصناعيين في فيرول (لا كرونيا)، والتي أنشئت بموجب أمر وزاري بمبادرة من الجنرال فرانثيسكو فرانكو في أوائل الستينيات. كانت هذه الكلية تابعة بشكلٍ مباشر لوزارة التربية والتعليم في مدريد، وقد أدمجت مع جامعة لا كورونيا عام 1992.
في أواخر الثمانينات، أصبح الحرمان الجامعيان في لا كورونيا وفيغو، اللذين كانا تابعان لجامعة سانتياغو دي كومبوستيلا، جامعتين مستقلتين تماماً، وتمكنتا لأول مرة من منح درجات علمية خاصة بهما.
في أوائل تسعينيات القرن العشرين، كان في غاليسيا ثلاث جامعات، لكل منها حرم جامعي خاص، وهي: جامعة سانتياغو دي كومبوستيلا ويتبع لها حرمان جامعيان ، أحدهما في سانتياغو دي كومبوستيلا والآخر في لوغو ؛ جامعة لا كورونيا ويتبع لها حرمان جامعيان، أحدهما في لا كورونيا والآخر في فيرول ؛ وجامعة فيغو ويتبع لها 3 أحرام جامعية، واحد في بونتيفيدرا ، وواحد في أورينسي ، وواحد في فيغو.